# سبنسر وير
سبنسر وير (بالإنجليزية: Spencer Ware)‏ هو لاعب كرة قدم أمريكية أمريكي، ولد في 23 نوفمبر 1991 في شارونفيل في الولايات المتحدة.

## وصلات خارجية
- سبنسر وير على موقع مرجع كرة القدم المحترفة.كوم (الإنجليزية)
- سبنسر وير على موقع كلية كرة القدم في سبورتس رفرنس.كوم (الإنجليزية)